# 람블편모충속
람블편모충속(Giardia)은 중복편모충목에 속하는 혐기성 편모충류 원생생물 속이다. 엑스카바타계로 분류한다. 지아르디아로도 알려져 있다.그러므로 해로운 원생생물이다.

## 지아르디아증
지아르디아증(giardia症)은 편모충 속에 포함되는 원생동물에 의한 감염증으로 흡수 불량을 수반하는 지속적ㆍ간헐적 설사, 복통, 복부 팽만 등의 증상이 나타난다.

## 하위 종
- Giardia agilis
- Giardia ardeae
- 개흡반편모충 (Giardia canis)
- 람블편모충 (Giardia lamblia)
- Giardia microti
- 쥐흡반편모충 (Giardia muris)
- Giardia psittaci

## 같이 보기
- 크립토스포리디움